# Eva (álbum de Dino D'Santiago)
Eva é o álbum de estreia a solo de Dino D'Santiago. Lançado em 2013, foi premiado com dois Cabo Verde Music Awards e reconhecido como dos melhores discos de 2013, pelos Europe World Music Charts. O título é uma homenagem à sua sobrinha. Fortemente ancorado na herança da música cabo-verdiana, o álbum é cantado em português e crioulo cabo-verdiano. Inclui uma versão de “Djonsinho Cabral”, original de Os Tubarões.
No prefácio do disco, Abraão Vicente, atual Ministro da Cultura e da Indústrias Criativas e Ministro do Mar de Cabo Verde escreveu: “Eva vincula Dino ao éden universal onde os artistas genuínos bebem a seiva da criação”.
No final de 2023, o décimo aniversário do disco foi assinalado com uma reedição intitulada EVA (onti y oji), em que as canções ganharam novos arranjos. Além disso, houve também concertos especiais no Teatro Tivoli e na Casa da Música, em que o músico interpretou o alinhamento na íntegra, nas suas novas versões.